# W. de Wycombe
W. de Wycombe (fl. XIII secolo) è stato un compositore e copista inglese, attivo nel tardo XIII secolo.

## Biografia
Fu cantore del Priorato di Leominster in Herefordshire. Potrebbe essere stato il compositore della melodia più famosa dell'Inghilterra medioevale, Sumer is icumen in, anche se l'identificazione è considerata da molti studiosi essere debole.
Il suo maggior periodo di attività fu probabilmente fra il 1270 ed il 1290. Egli è meglio conosciuto come  compositore di polifonici alleluia. Oltre 40 di questi pezzi sono stati individuati in diversi manoscritti, un gruppo di composizioni quasi uguale per dimensioni a quello di Léonin, il compositore della Scuola di Notre Dame, ma solo uno dei 40 può essere ripristinato completamente: gli altri esistono solo in frammenti. Alcuni dei suoi lavori appaiono in Worcester Fragments, una raccolta di 59 fogli manoscritti che rappresenta circa un terzo del totale della polifonia superstite dell'Inghilterra del XIII secolo.
Ogni alleluia di Wycombe è scritto in quattro parti. La seconda e la quarta contengono l'assolo di risposta e sezioni in versi, mentre il primo e il terzo sono scritti in polifonia libera. Stilisticamente sono simili a Reading Rota, come lo stesso Sumer is icumen in, sottolineando la  tonica e sopratonica, e mostrando la preferenza inglese per l'intervallo armonico di terza. 